# The Base
The Base — це неонацистська група та мережа парамілітарної підготовки, яку заснував у 2018 році Рінальдо Наззаро. Група дотримується акцелерціоністської та білонаціоналістичної ідеології. Вона діє у США, Канаді, Австралії, Південній Африці та Європі, і визнана терористичною організацією в Канаді, Великій Британії, Австралії, Новій Зеландії та Європейському Союзі.
Засновник організації раніше працював у ФБР та Пентагоні. Спочатку організація базувалася на земельній ділянці Назаро в штаті Вашингтон, що була придатною для автономного проживання (off-the-grid), але згодом він переїхав до Росії, звідки почав керувати діяльністю групи.

## Історія
Групу заснував у червні 2018 року Рінальдо Наззаро (Rinaldo Nazzaro), який використовує псевдоніми Норман Спір (Norman Spear) та Роман Вулф (Roman Wolf). Повідомлялося, що у 2018 році Наззаро придбав кілька ділянок землі, придатних для автономного проживання, у штаті Вашингтон (США), які планувалися як табори підготовки до кризових ситуацій.
Наззаро, який працював у ФБР та Пентагоні, переїхав до Росії приблизно в той самий період, коли створив The Base, і керує діяльністю групи звідти. У листопаді 2020 року на російському державному телебаченні вийшло інтерв'ю з Наззаро.

## Ідеологія та статус
The Base — це білонаціоналістична акселераціоністська парамілітарна група та мережа підготовки. Вона виступає за створення білих етнодержав, вважаючи, що цього можна досягти шляхом тероризму та насильницького повалення існуючих урядів. Група має систему перевірки учасників, що з'єднує радикально налаштованих осіб із навичками до терористичних дій задля здійснення насильства в реальному світі. Вона організовує «расову війну», тренує «виживальників» і проводить «табори ненависті» (тренувальні табори). Група має зв'язки з Atomwaffen Division та Feuerkrieg Division — іншими праворадикальними екстремістськими угрупованнями.
Наззаро називає The Base «мережею виживання й самооборони», яка «ділиться знаннями та проводить тренування для підготовки до кризових ситуацій», і заперечує зв'язок із неонацизмом. Він заявляє, що його мета — «створити мережу інструкторів по всій країні».
У квітні 2025 року The Base закликала до вербування добровольців та пропонувала фінансові винагороди за атаки на електростанції, військову й поліцейську техніку та урядові установи в Україні, а також за вбивства українських військових, поліцейських і політичних діячів. Це стало першим свідченням того, що група діє відповідно до геополітичних інтересів Кремля. The Base взяла відповідальність за вбивство 10 липня 2025 року полковника СБУ Івана Воронича, який командував підрозділом, що воював на Курщині та ліквідував Моторолу.
The Base визнали терористичною організацією в таких юрисдикціях:
- Канада (3 лютого 2021 року)[12][13][14][15]
- Велика Британія (12 липня 2021 року)[4]
- Австралія (24 листопада 2021 року)[16][17]
- Нова Зеландія (червень 2022 року)[18][19]
- Європейський Союз (26 липня 2024 року)[20]

## Стратегії вербування
Група активна по всій території США, а також у Канаді. До того, як у січні 2020 року було розкрито його особу, Назарро, відомий в інтернеті під псевдонімами «Roman Wolf» та «Norman Spear», особисто займався активним вербуванням з метою створення осередків у Європі, Південній Африці та Австралії.
The Base вербувала нових членів, використовуючи iFunny, мемний соцмедійний вебсайт. У закритих чатах, за даними Vice, учасники створювали меми для поширення пропаганди.
У серпні 2019 року було опубліковано пропаганду з тренувального табору The Base поблизу Спокена, штат Вашингтон.
У кінці 2019-го та на початку 2020 року було зроблено таємні аудіозаписи деяких вербувальних заходів The Base. На записах зафіксовано спроби завербувати кількох австралійців, зокрема 17-річного підлітка та мешканця Західної Австралії Діна Сміта, який раніше балотувався в парламент від партії Pauline Hanson's One Nation. Інший австралієць на ім'я Volkskrieger був ключовою фігурою в кампанії з вербування, яка зосереджувалась на пошуку осіб із легальним доступом до вогнепальної зброї та охоронних ліцензій.

## Діяльність

### Антисемітська діяльність
Річард Тобін і організація The Base були пов'язані з актами вандалізму проти синагог у Расіні, Вісконсин і Генкоку, Мічиган, які відбулися з різницею в один день у вересні 2019 року. Згідно з судовими документами, Тобін організував вандалізм і призначив двох учасників The Base для скоєння нападів. Він назвав цю акцію «Операція Кришталева ніч».
Юсеф О. Барасне, неонацист-араб, батько якого іммігрував з Аммана, розмалював свастиками та іншими антисемітськими символами й гаслами будівлю конгрегації Beth Israel Sinai у місті Расін у період між 15 і 23 вересня 2019 року.

### Протести у Вірджинії
16 січня 2020 року трьох учасників The Base заарештувало ФБР напередодні протесту за права на зброю, 2020 VCDL Lobby Day, який мав відбутися біля Капітолію штату Вірджинія в Ричмонді. ФБР кілька місяців вело нагляд за шістьома учасниками групи і встановило відеоспостереження у їхній квартирі, аби запобігти можливому насильству. Згідно з документами ФБР, троє членів обговорювали «планування насильства на конкретному заході у Вірджинії, запланованому на 20 січня 2020 року». 17 січня трьох чоловіків було офіційно обвинувачено. Наступного дня ще трьох членів заарештували за змову з метою «пускати поїзди під укіс» та отруювати водопостачання. У листопаді 2021 року ФБР оприлюднило записи, де Патрік Джордан Метьюс і Браян Лемлі обговорюють масові вбивства темношкірих людей з метою провокування расової війни; у жовтні 2021 року обох засудили до 9 років ув'язнення.

### Інші інциденти
11 грудня 2019 року двоє членів — Джастен Воткінс і Альфред Горман — прибули до приватного будинку в місті Декстер, Мічиган. Вони засвітили ліхтарі й сфотографували ґанок будинку, помилково вважаючи, що там мешкає «антифа»-подкастер Деніел Гарпер (I Don't Speak German). Насправді це була інша родина. Фото було завантажено на Telegram-канал, який використовує The Base. 29 жовтня 2020 року ФБР заарештувало їх, висунувши обвинувачення у членстві в банді, незаконній публікації повідомлень та використанні комп'ютера для скоєння злочину. За даними Vice News, з витоку чатів стало відомо, що Воткінс планував збудувати «укріплений табір» у верхньому півострові Мічигану. Він обговорював через Wire купівлю землі й будинків, щоб перетворити їх на базу для тренувань учасників.
У жовтні 2020 року в Нідерландах заарештували двох 19-річних чоловіків за підозрою у членстві в The Base. Їм висунули обвинувачення у праворадикальному підбурюванні та злочинах із терористичним наміром.
У січні 2021 року в Амстердамі та Дордрехті було заарештовано двох чоловіків за участь у груповому чаті, пов'язаному із The Base. Один із них погрожував убити прем'єр-міністра Марка Рютте під час поїздки на велосипеді, а інший поширював расистські та гомофобні заклики до насильства. У грудні 2021 року обох засудили до 24 місяців ув'язнення, з яких 18 — умовно.
У квітні 2021 року двох чоловіків у окрузі Флойд, Джорджія, обвинувачено у викраденні та ритуальному обезголовленні тварини. Заступник окружного прокурора заявив, що в кривавому ритуалі брали участь «дюжина членів The Base».
У листопаді 2023 року було проведено антитерористичну операцію, скоординовану Європолом і Євроюстом у шести європейських країнах (Бельгія, Хорватія, Італія, Литва, Нідерланди та Румунія) проти The Base. Було заарештовано п'ятьох підозрюваних, ще сімох допитали. Поліція вилучила зброю, нацистські матеріали та комп'ютерні дані. У Бельгії заарештували двох осіб в Остенде та Діпенбеку, один із яких, за даними слідства, був «лідером» і займався пропагандою тероризму та вербуванням нових членів.
У вересні 2024 року в Нідерландах було заарештовано трьох чоловіків за підозрою в участі у The Base. Їх обвинувачено в підбурюванні до тероризму через онлайндискусії.
Того ж місяця італійська поліція заарештувала 18-річного юнака та взяла під нагляд 20-річного громадянина Румунії. Обидва підозрювалися в причетності до The Base, а також до російської акселераціоністської мережі Aast. Молодший був відомий тим, що погрожував однокласнику ножем після того, як прославляв Гітлера. Також він був причетний до справ про дитячу порнографію та сексуальні шантажі. Старший активно поширював неонацистську, антисемітську та проросійську пропаганду, закликаючи до використання зброї та саморобних вибухівок проти тих, кого мережа Aast вважає «нелюдьми» — небілих, мусульман та противників неонацистської акселераціоністської ідеології.
У лютому 2025 року 15-річному британському підлітку було пред'явлено обвинувачення в підготовці терористичного акту та участі в The Base. Він відкинув звинувачення й мав постати перед судом 14 березня 2025 року.
У липні 2025 року український осередок The Base — «Білий Фенікс» — узяв на себе відповідальність за вбивство полковника СБУ Івана Воронича в Києві 10 липня.

## Відомі учасники

### Рінальдо Наззаро
Рінальдо Наззаро (Rinaldo Nazzaro) використовує псевдоніми Норман Спір (Norman Spear) та Роман Вольф (Roman Wolf). Назаро раніше працював аналітиком у ФБР і підрядником для Пентагону, а також стверджує, що служив в Іраку та Афганістані. Наззаро володів охоронною компанією Omega Solutions International LLC. Він є білим супремасистом і прихильником концепції Північно-західної територіальної імперативи, яка передбачає створення «етнодержави білих у північно-західному регіоні США».
За даними BBC News, Наззаро проживає зі своєю дружиною в Санкт-Петербурзі, Росія; квартиру в місті було придбано на її ім'я в липні 2018 року — того ж місяця, коли засновано The Base. У травні 2019 року в інтернеті з’явилося відео, на якому Наззаро, ймовірно, в Росії, одягнений у футболку із зображенням президента Владіміра Путіна та написом «Росія, абсолютна влада». BBC також повідомила, що у 2019 році Наззаро був присутній як гість на виставці з питань безпеки, організованій урядом Росії в Москві. У листопаді 2020 року російське державне телебачення показало велике інтерв’ю з Наззаро. Деякі члени The Base підозрювали, що Наззаро пов’язаний із російською розвідкою, що він заперечує.
У лютому 2025 року, після того як президент Дональд Трамп призначив Каша Пателя новим директором ФБР, The Guardian повідомила, що The Base активізувала вербування в США. Незабаром після цього з'явилися нові звинувачення, що Наззаро є російським шпигуном.

### Джастен Майкл Воткінс
Джастен Майкл Воткінс (Justen Michael Watkins) — мешканець штату Мічиган, який називав себе «лідером The Base у США». В жовтні 2020 року його було заарештовано, а у квітні 2023-го — засуджено до 56 місяців ув'язнення. Його було звинувачено у погрозах, зокрема щодо журналіста, якого члени групи переслідували біля його будинку, та у тренуваннях із метою скоєння насильницьких злочинів. Під час слідства було встановлено, що Воткінс проводив інструктажі для новобранців і ділився відео із підготовки атак.

### Люк Остін Лейн
Люк Остін Лейн (Luke Austin Lane) був членом осередку The Base у окрузі Дуглас, штат Джорджія. Його заарештували в січні 2020 року за участь у змові з метою вчинення вбивств та підготовки до збройної конфронтації з урядом. Разом із двома іншими членами групи він планував атаку на меншини, журналістів і активістів. Його визнали винним у квітні 2022 року і засуджено до 20 років позбавлення волі.